# اسطوره بیستمین سده

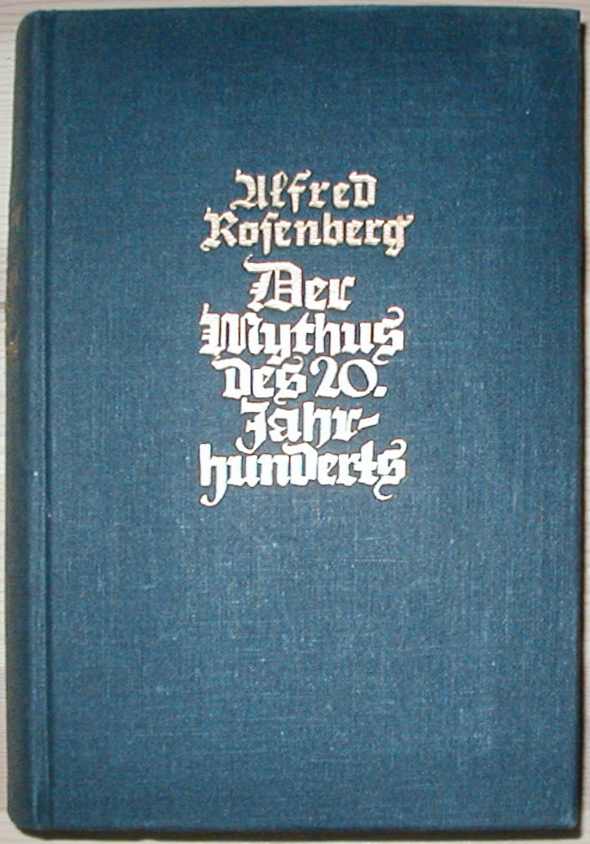
جلد کتاب اسطوره قرن بیستم

اسطوره سده بیستم ( آلمانی: Der Mythus des zwanzigsten Jahrhunderts ) کتابی است در سال ۱۹۳۰ توسط آلفرد روزنبرگ ،نویسنده و نظریه پرداز ناسیونال‌سوسیالیست  نوشته شد. که یکی از باورشناس‌ های اصلی حزب نازی و سردبیر روزنامه ناسیونال‌سوسیالیست(نازی) فولکیشِر بئوباختِر بود.

## مراجع
1. ↑  (انگلیسی:the Myth of Twentieth Century)

که در آن Twentieth به معنای بیستمین است و از واژه Twenty به معنای بیست می‌آید.
2. ↑  Silberklang, David. "Roots of Nazi Ideology". Yad Vashem. Retrieved 31 December 2022.
3. ↑  منظور از باور شناس همان ایدئولوگ یا ایدئولوژیست هست یعنی کسی که به یک باورشناسی و مرام پایبند هست یا اصطلاحاً باورشناس،مرام‌دار و ...